# Gymnopilus stabilis
Gymnopilus stabilis är en svampart som först beskrevs av Johann Anton Weinmann, och fick sitt nu gällande namn av Kühner & Romagn. 1985. Gymnopilus stabilis ingår i släktet Gymnopilus och familjen Strophariaceae.   Inga underarter finns listade i Catalogue of Life.